# 浅野 (北九州市)

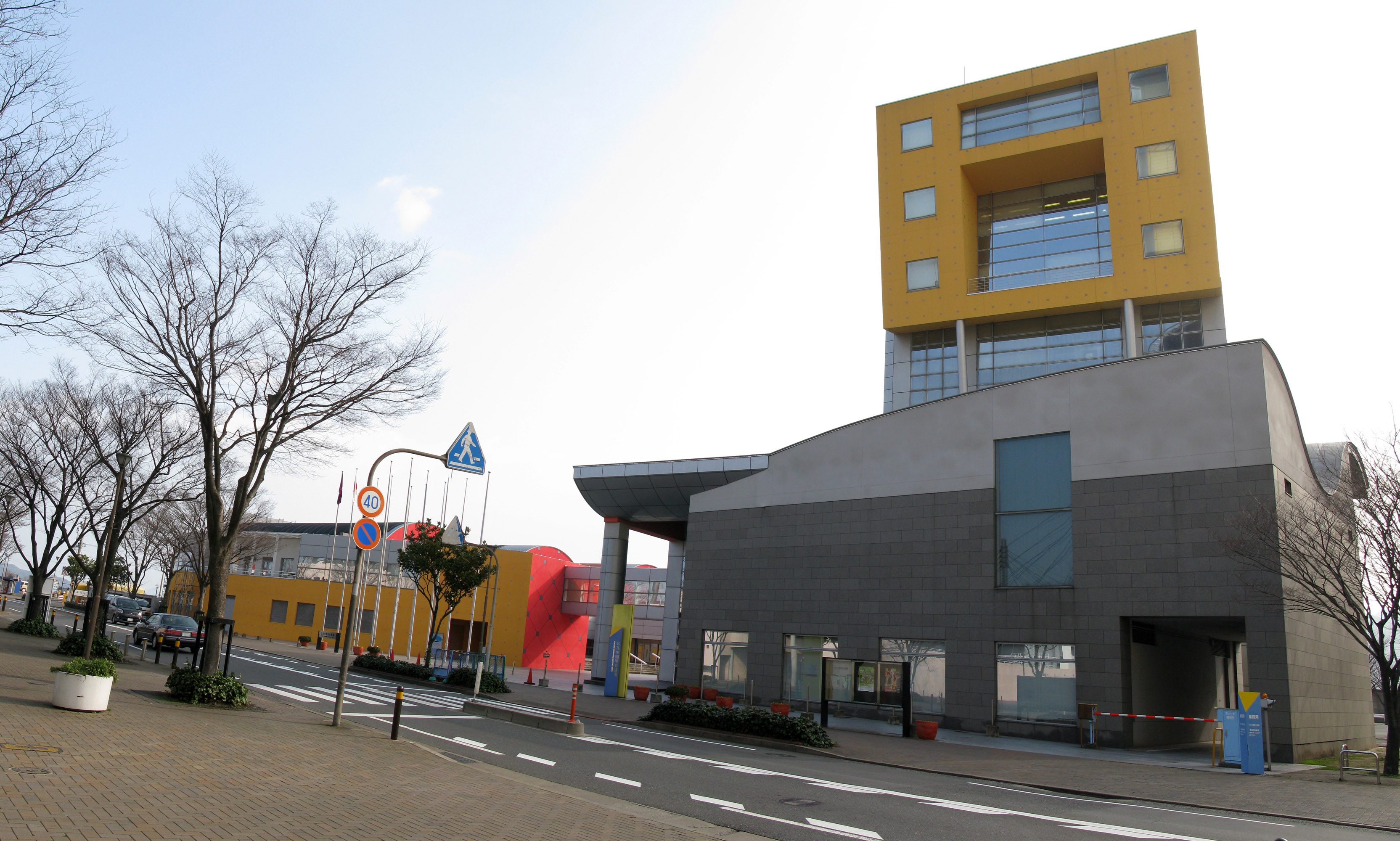
北九州国際会議場とタコマ通り

浅野（あさの）は福岡県北九州市小倉北区の地名。現行行政町名は浅野一丁目から浅野三丁目。郵便番号は802-0001。

## 地理
浅野は北・西・東の3方を海（関門海峡〈響灘〉）と川（紫川・砂津川）に囲まれ、南はJR線（山陽新幹線・鹿児島本線・日豊本線）によって隔てられている。小倉駅新幹線口（旧名称、北口）付近にあたる。地内を国道199号が東西に横切る。大半が埋立地である。西日本総合展示場（見本市会場）、北九州国際会議場、ホテルのコンベンション3点セットが立地し、北九州市のコンベンションゾーンを形成する。

## 歴史
- 1931年（昭和6年）7月 - 浅野財閥創始者浅野総一郎により設立された小倉築港（後の小倉興産）が、小倉地先公有水面埋立竣工地の所有権とともに未竣工の385,002m2の埋立免許権を浅野小倉製鋼所（後の住友金属工業、現・日本製鉄）から譲り受け、埋立を開始。
- 1948年（昭和23年）7月 - 小倉豊楽園球場が開設される（1957年（昭和32年）10月閉鎖）。
- 1958年（昭和33年）3月 - 小倉駅が現在地に移転・開業。
- 1971年（昭和46年） - 浅野町に新魚町と船町の一部を併合して住居表示を実施、現在の「浅野」という地名になった。[1]
- 1975年（昭和50年）3月 - 山陽新幹線開通。
- 1979年（昭和54年）3月 - KMMビル（小倉興産6号館、地下1階・9階建、延床面積25,411.58m²）が建設される。
- 1977年（昭和52年）5月 - 西日本総合展示場が開設される。
- 1990年（平成2年）10月 - 北九州国際会議場が開設される。
- 1993年（平成5年）4月
  - リーガロイヤルホテル小倉（小倉興産16号館、地上30階・地下1階・高さ132m）がオープン。
  - 紫川大橋が完成し、国道199号浅野バイパス開通[2]。小倉駅前の現道は市道に降格。
- 1998年（平成10年）4月 - アジア太平洋インポートマート（AIM）が開設される。
- 2012年4月 - あるあるCityオープン。
- 2012年10月 - あさの汐風公園、西日本総合展示場が第7回B-1グランプリの「シーサイド会場」となる。
- 2017年（平成29年）2月 - ミクニワールドスタジアム北九州開場。

## 交通

### 鉄道
小倉駅が設置されている。
- JR西日本　山陽新幹線
- JR九州　鹿児島本線・日豊本線
- 北九州モノレール

### バス
- 西鉄バス北九州　小倉駅新幹線口・浅野二丁目・小倉記念病院

### 道路
- 国道199号
- 市道浅野1号線（通称：タコマ通り）
- 福岡県道37号小倉港線

### 航路
- 松山・小倉フェリー：愛媛県松山市の松山観光港との間を結ぶ。
- 北九州市営渡船（小倉航路） 北九州市内の離島の馬島・藍島との間を結ぶ。

## 施設

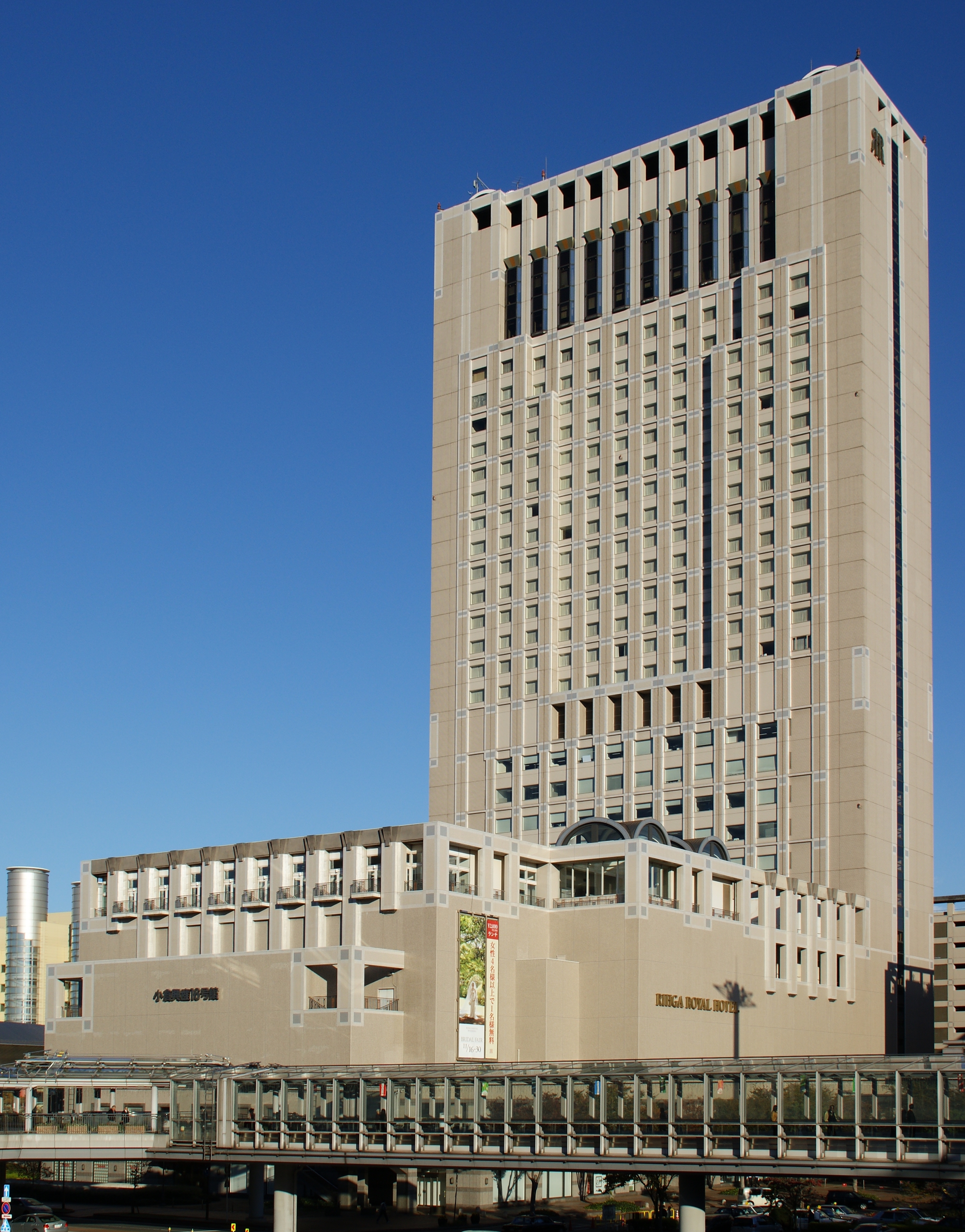
リーガロイヤルホテル小倉

### 商業施設
- アミュプラザ（駅ビル内）
- あるあるCity

### 宿泊施設
- JR九州ステーションホテル小倉（駅ビル内）
- リーガロイヤルホテル小倉
- JR九州ホテル小倉
- コンフォートホテル小倉北口
- アパホテル小倉駅前（旧ブルーウェーブイン小倉）
- 東横イン小倉駅北口
- 小倉ベイホテル第一

### 教育機関
- KCS北九州情報専門学校
- 北九州調理師専門学校
- 麻生情報ビジネス専門学校北九州校
- 北九州予備校小倉駅校
- 東京アカデミー北九州校

### その他
- 浅野埠頭（松山観光港、藍島・馬島行き）
- 西日本総合展示場
- 北九州国際会議場
- アジア太平洋インポートマート（AIM）
- 国土交通省九州地方整備局関門航路事務所
- 小倉記念病院
- ミクニワールドスタジアム北九州…ギラヴァンツ北九州本拠地（2017年 - ）[3]